# Лайош Детарі
Лайош Детарі (угор. Lajos Détári, нар. 24 квітня 1963, Будапешт) — угорський футболіст, що грав на позиції півзахисника. По завершенні ігрової кар'єри — тренер. Футболіст року в Угорщині (1985).
Виступав, зокрема, за «Гонвед», «Айнтрахт» (Франкфурт) та «Олімпіакос», а також національну збірну Угорщини, у складі якої був учасником чемпіонату світу 1986 року.

## Клубна кар'єра
Народився 24 квітня 1963 року в місті Будапешт. Вихованець юнацьких команд футбольних клубів «Асфальтутепіто» та «Гонвед».
У дорослому футболі дебютував 1980 року виступами за команду «Гонвед», в якій провів сім сезонів, взявши участь у 134 матчах чемпіонату, забивши 72 голи і вигравши три чемпіонати Угорщини (1984, 1985, 1986) та один Кубок Угорщини (1985). У складі «Гонведа» був одним із головних бомбардирів команди, маючи середню результативність на рівні 0,54 гола за гру першості, завдяки чому тричі поспіль ставав найкращим бомбардиром угорської ліги — в 1985, 1986 та 1987 роках. Крім того у 1985 році він був визнаний найкращим футболістом Угорщини.
У 1987 році Детарі перейшов у західнонімецький «Айнтрахт» (Франкфурт-на-Майні) за 3 600 000 дойчмарок. Він дебютував у Бундеслізі 1 серпня 1987 року у виїзній грі проти «Кайзерслаутерна» (2:2) і у сезоні 1987/88 став найкращим бомбардиром команди з 11 голами у 33 іграх чемпіонаті. А у фіналі Кубка Західної Німеччини з «Бохумом» (1:0) Лайош забив єдиний гол у зустрічі, який приніс «Айнтрахту» перемогу в турнірі.
Влітку 1988 року Детарі перейшов до грецького «Олімпіакоса». Президент пірейців Гіоргіос Коскотас заплатив «Айнтрахту» за гравця величезну суму близько 3 млрд грецьких драхм, завдяки чому цей перехід на той час став другим за вартістю у світі після трансферу Дієго Марадони в 1984 році з «Барселони» в «Наполі». Угорець став одним з найкращих бомбардирів команди протягом наступних двох сезонів, за цей період забивши 33 голи, але попри це йому не вдалося виграти чемпіонат, здобувши лише Кубок Греції 1990 року. Фінансові скандали та адміністративна нестабільність, що панувала в команді наприкінці 1980-х, призвели до уходу Детарі.
Влітку 1990 року Лайош Детарі перейшов до італійської «Болоньї». Угорець пройшов разом з клубом до чвертьфіналу Кубка УЄФА, але в чемпіонаті команда виступила вкрай невдало, посівши 18 місце і вилетіла з Серії А. Провівши сезон 1991/92 з клубом у другому дивізіоні та посівши низьке 13 місце, Детарі повернувся до італійської еліти, перейшовши в «Анкону», за яку у наступному сезоні забив 10 голів, втім і ця команда вилетіла до другого дивізіону.
У липні 1993 року Детарі повернувся до Угорщини, перейшовши до «Ференцвароша», де пробув лише кілька місяців, оскільки повернувся до Італії в листопаді того ж року і підписав контракт із «Дженоа». Він пробув у команді з Генуї до кінця сезону 1993/94, але основним гравцем не став, забивши в цілому за 8 матчів Серії А лише один гол.
Згодом з 1994 року Детарі два сезони виступав за швейцарський «Ксамакс», а у 1996—1998 роках грав в Австрії, у другому дивізіоні за «Санкт-Пельтен».
Влітку 1998 року Детарі повернувся до свого рідного міста Будапешта, перейшовши до місцевого БВСК і провів там один сезон у вищому дивізіоні, після чого грав у другому угорському дивізіоні за «Дунакесі».
2000 року Детарі повернувся в Австрію, ставши гравцем клубу четвертого дивізіону «Остбан XI» (Відень). У складі віденської команди він виходив на поле 11 разів, забивши 5 голів до кінця року, після чого у лютому 2001 року перебрався до словацького клубу п'ятого дивізіону «Дружстевник» з Горна Потуоні, населеного переважно угорцями. Перехід знаменитого гравця викликав ажіотаж, на його першій пресконференції були присутні дев'ять телевізійних компаній, на додаток він отримав футболку з 10 номером. Влітку 2001 року, відмовившись від пропозиції Чепеля, Лайош Детарі оголосив про завершення ігрової кар'єри у віці 38 років.

## Виступи за збірну

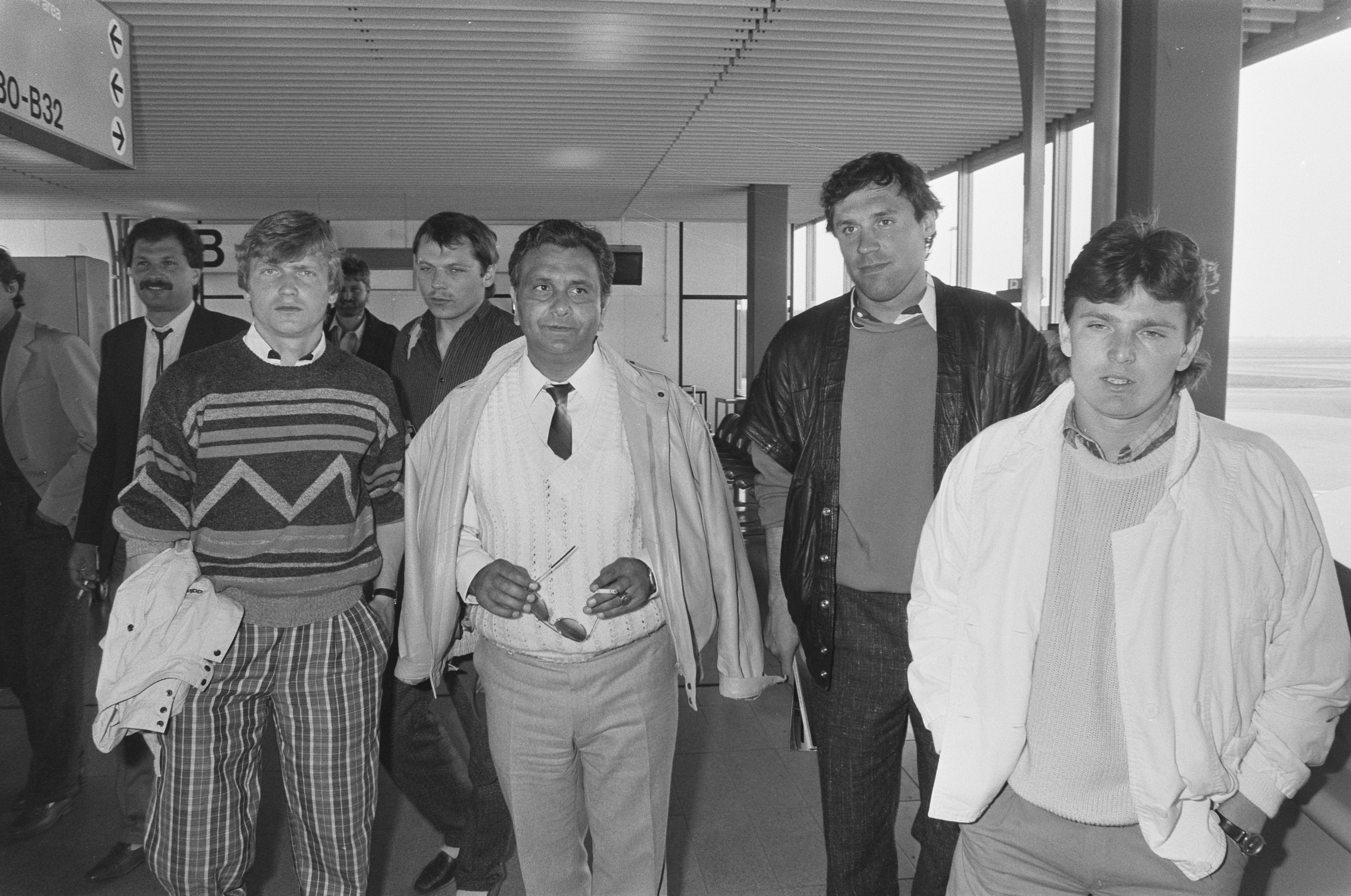
Лайош Детарі (крайній ліворуч) з партнерами по збірній Угорщини. 1987 рік.

22 серпня 1984 року дебютував в офіційних іграх у складі національної збірної Угорщини в товариському матчі проти Швейцарії (3:0).
У складі збірної був учасником чемпіонату світу 1986 року у Мексиці. На цьому турнірі зіграв у всіх трьох іграх і у матчі з Канадою (2:0) забив гол на 76-й хвилині, втім його команда не вийшла з групи.
З 1989 року Детарі був капітаном збірної, але вона більше не змогла кваліфікуватись на великі міжнародні турніри. Загалом протягом кар'єри у національній команді, яка тривала 11 років, провів у її формі 59 матчів, забивши 13 голів.

## Кар'єра тренера
Розпочав тренерську кар'єру, ще продовжуючи грати на полі, 2000 року, очоливши тренерський штаб румунського клубу «Біхор».
Восени 2001 року, після завершення ігрової кар'єри, на запрошення Йожефа Тьорека він також підписав контракт із «Чепелем» на рік, однак покинув посаду через пів року.
В кінці 2001 року «Гонвед» звернувся до свого вихованця з проханням очолити команду, оскільки «Уйпешт» викупив попереднього тренера, Роберта Глазера. Команда під керівництвом Декарі посіла 7 місце у чемпіонаті і кваліфікувалась до Кубка Інтертото 2002 року, але там вона сенсаційно вилетіла вже у першому раунді від литовського «Жальгіріса» (Вільнюс), незабаром після чого Детарі покинув команду.
В листопаді 2002 року Детарі очолив в'єтнамський «Ханой», пропрацювавши шість місяців, після чого пішов з команди за взаємною домовленістю через відсутність результатів.
Відразу після повернення додому, у квітні 2003 року Детарі став головним тренером клубу другого дивізіону «Галадаша» за десять турів до кінця чемпіонату, і допоміг команді вийти до елітного дивізіону, втім вже на старті нового сезону, у серпні того ж року несподівано покинув команду. Надалі працював з іншими місцевими командами «Татабанья», «Діошдьйор» та «Ньїредьгаза»
Влітку 2005 року Детарі очолив клуб грецького другого дивізіону «Пансерраїкос» із завданням вивести клуб до еліти, але співпраця була нетривалою, оскільки угорця вже у жовтні було звільнено через суперечку з президентом клубу. Після цього Детарі підписав контракт з невеликою командою п'ятого угорського дивізіону «Уніоне» (Будапешт)
У березні 2006 року Детарі став помічником нового головного тренера Петера Божика в збірній Угорщини. Вже в першому матчі відбору на Євро-2008 вдома проти Норвегії угорці програли 1:4, після чого продовжили показувати невиразну гру і в жовтні 2006 року після ганебної поразки від Мальти (1:2) увесь тренерський штаб було відправлено у відставку.
У січні 2007 року Детарі обійняв посаду головного тренера клубу п'ятого дивізіону «Фельшопаконі», а вже у червні Лайоша запросив до вищолігового «Шопрона» його колишній бос з «Ораді» Маріус Візер, і угорський спеціаліст підписав з клубом контракт на 1+2 роки. Втім вже у вересні в клубі відбулась зміна власника, і новий власник, італієць Антоніо Рігі, звільнив Детарі
У січні 2008 року Детарі очолив нижчоліговий грецький «Порос», а в червні повернувся на батьківщину, де був призначений головним тренером «Шіофока». За підсумками першої половини сезону команда посідала 15 місце, тому з 1 січня Детарі на посаді головного тренера замінив Золтан Аксель.
У січні 2009 року Детарі очолив «Вечеш», у якому з перервою на роботу в словацькому клубі «Торнала» працював до 2011 року.
У серпні 2011 року Детрі був призначений головним тренером «Ференцвароша» після відставки Ласло Прукнера після кількох поразок у чемпіонаті та швидкого вильоту з Ліги Європи. «Ференцварош» виграв перший матч з Детарі з рахунком 2:0 у «Залаегерсега» і за підсумками сезону 2011/12 посів з командою 11 місце. 20 серпня 2012 року, після поразки «Уйпешту» на старті наступного сезону, він покинув клуб за взаємною домовленістю.
Згодом Детарі очолював тренерський штаб невеликих аматорських клубів «Фельшетарань», «Балатонсепезд» та «Надьреде».

## Статистика виступів

### Статистика клубних виступів
| Сезон                     | Команда                       | Чемпіонат                 | Чемпіонат | Чемпіонат | Національний кубок | Національний кубок | Національний кубок | Континентальні кубки | Континентальні кубки | Континентальні кубки | Інші змагання | Інші змагання | Інші змагання | Усього | Усього |  |
| Сезон                     | Команда                       | Ліга                      | Ігор      | Голів     | Ліга               | Ігор               | Голів              | Ліга                 | Ігор                 | Голів                | Ліга          | Ігор          | Голів         | Ігор   | Голів  |  |
| ------------------------- | ----------------------------- | ------------------------- | --------- | --------- | ------------------ | ------------------ | ------------------ | -------------------- | -------------------- | -------------------- | ------------- | ------------- | ------------- | ------ | ------ |  |
| 1980–81                   | «Гонвед»                      | НБІ                       | 2         | 0         | КУ                 | 0                  | 0                  | -                    | -                    | -                    | -             | -             | -             | 2      | 0      |  |
| 1981–82                   | «Гонвед»                      | НБІ                       | 4         | 0         | КУ                 | 1                  | 0                  | -                    | -                    | -                    | -             | -             | -             | 5      | 0      |  |
| 1982–83                   | «Гонвед»                      | НБІ                       | 23        | 3         | КУ                 | 4                  | 2                  | -                    | -                    | -                    | -             | -             | -             | 27     | 5      |  |
| 1983–84                   | «Гонвед»                      | НБІ                       | 24        | 5         | КУ                 | 3                  | 1                  | КІ+КУЄФА             | 5+3                  | 1+0                  | -             | -             | -             | 35     | 7      |  |
| 1984–85                   | «Гонвед»                      | НБІ                       | 30        | 18        | КУ                 | 7                  | 8                  | КЄЧ                  | 2                    | 0                    | -             | -             | -             | 39     | 26     |  |
| 1985–86                   | «Гонвед»                      | НБІ                       | 27        | 27        | КУ                 | 3                  | 5                  | КЄЧ                  | 4                    | 5                    | -             | -             | -             | 34     | 37     |  |
| 1986–87                   | «Гонвед»                      | НБІ                       | 24        | 19        | КУ                 | 2                  | 2                  | КЄЧ                  | 2                    | 2                    | -             | -             | -             | 28     | 23     |  |
| Усього за «Гонвед»        | Усього за «Гонвед»            | Усього за «Гонвед»        | 134       | 72        |                    | 20                 | 18                 |                      | 16                   | 8                    |               | -             | -             | 170    | 98     |  |
| 1987–88                   | «Айнтрахт»                    | БЛ                        | 33        | 11        | КН                 | 6                  | 3                  |                      | -                    | -                    |               | -             | -             | 39     | 14     |  |
| 1988–89                   | «Олімпіакос»                  | АЕ                        | 27        | 15        | КГ                 | 1                  | 0                  | -                    | -                    | -                    | -             | -             | -             | 28     | 15     |  |
| 1989–90                   | «Олімпіакос»                  | АЕ                        | 34        | 20        | КГ                 | 10                 | 6                  | КУЄФА                | 6                    | 2                    | -             | -             | -             | 50     | 28     |  |
| Усього за «Олімпіакос»    | Усього за «Олімпіакос»        | Усього за «Олімпіакос»    | 61        | 35        |                    | 11                 | 6                  |                      | 6                    | 2                    |               | -             | -             | 78     | 43     |  |
| 1990–91                   | «Болонья»                     | A                         | 15        | 5         | КІ                 | 2                  | 0                  | КУЄФА                | 3                    | 1                    | -             | -             | -             | 20     | 6      |  |
| 1991–92                   | «Болонья»                     | B                         | 27        | 9         | КІ                 | 2                  | 1                  | -                    | -                    | -                    | -             | -             | -             | 29     | 10     |  |
| Усього за «Болонью»       | Усього за «Болонью»           | Усього за «Болонью»       | 42        | 14        |                    | 4                  | 1                  |                      | 3                    | 1                    |               | -             | -             | 49     | 16     |  |
| 1992–93                   | «Анкона»                      | A                         | 32        | 9         | КІ                 | 2                  | 1                  | -                    | -                    | -                    | -             | -             | -             | 34     | 10     |  |
| лип.-лис. 1993            | «Ференцварош»                 | НБІ                       | 13        | 1         | КУ                 | 2                  | 0                  | КВК                  | 1                    | 1                    | СУ            | 1             | 0             | 17     | 2      |  |
| лис. 1993–94              | «Дженоа»                      | A                         | 8         | 1         | КІ                 | -                  | -                  | -                    | -                    | -                    | -             | -             | -             | 8      | 1      |  |
| 1994–95                   | «Ксамакс»                     | A                         | 34        | 12        | КШ                 | 2                  | 2                  | -                    | -                    | -                    | -             | -             | -             | 36     | 14     |  |
| 1995–96                   | «Ксамакс»                     | A                         | 3         | 0         | КШ                 | 0                  | 0                  | КУЄФА                | 1                    | 0                    | -             | -             | -             | 4      | 0      |  |
| Усього за «Ксамакс»       | Усього за «Ксамакс»           | Усього за «Ксамакс»       | 37        | 12        |                    | 2                  | 2                  |                      | 1                    | 0                    |               | -             | -             | 40     | 14     |  |
| 1996–97                   | «Санкт-Пельтен»               | 1Л                        | 25        | 19        | КА                 | 2                  | 2                  | -                    | -                    | -                    | -             | -             | -             | 27     | 21     |  |
| 1997–98                   | «Санкт-Пельтен»               | 1Л                        | 25+2      | 10        | КА                 | 1                  | 0                  | -                    | -                    | -                    | -             | -             | -             | 28     | 10     |  |
| Усього за «Санкт-Пельтен» | Усього за «Санкт-Пельтен»     | Усього за «Санкт-Пельтен» | 50+2      | 29        |                    | 3                  | 2                  |                      | -                    | -                    |               | -             | -             | 55     | 31     |  |
| 1998–99                   | БВСК                          | НБІ                       | 17        | 8         | КУ                 | 3                  | 1                  | -                    | -                    | -                    | -             | -             | -             | 20     | 9      |  |
| 1999–00                   | Dunakeszi VSE                 | НБІІ                      | 17        | 4         | КУ                 | 0                  | 0                  | -                    | -                    | -                    | -             | -             | -             | 17     | 4      |  |
| 2000-лют. 2001            | «Остбан XI» (Відень)          | ВЛ                        | 11        | 5         | КА                 | 1                  | 0                  | -                    | -                    | -                    | -             | -             | -             | 12     | 5      |  |
| лют.-черв. 2001           | «Дружстевник» (Горна Потуонь) | 5Л                        | 4         | 2         | КС                 | -                  | -                  | -                    | -                    | -                    | -             | -             | -             | 4      | 2      |  |
| Усього за кар'єру         | Усього за кар'єру             | Усього за кар'єру         | 459+2     | 203       |                    | 54                 | 34                 |                      | 27                   | 12                   |               | 1             | 0             | 543    | 249    |  |

### Статистика виступів за збірну
| Дата       | Місто           | Господарі         | Результат | Гості             | Турнір             | Голи | Примітки |
| ---------- | --------------- | ----------------- | --------- | ----------------- | ------------------ | ---- | -------- |
| 22-8-1984  | Будапешт        | Угорщина          | 3 – 0     | Швейцарія         | товариський матч   | -    |          |
| 25-8-1984  | Будапешт        | Угорщина          | 0 – 2     | Мексика           | товариський матч   | -    |          |
| 22-8-1984  | Будапешт        | Угорщина          | 3 – 1     | Австрія           | Відбір до ЧС 1986  | -    |          |
| 17-10-1984 | Роттердам       | Нідерланди        | 1 – 2     | Угорщина          | Відбір до ЧС 1986  | 1    |          |
| 17-11-1984 | Лімасол         | Кіпр              | 1 – 2     | Угорщина          | Відбір до ЧС 1986  | -    |          |
| 29-1-1985  | Гамбург         | ФРН               | 0 – 1     | Угорщина          | товариський матч   | -    |          |
| 3-4-1985   | Будапешт        | Угорщина          | 2 – 0     | Кіпр              | Відбір до ЧС 1986  | -    |          |
| 17-4-1985  | Відень          | Австрія           | 0 – 3     | Угорщина          | Відбір до ЧС 1986  | 1    |          |
| 14-5-1985  | Будапешт        | Угорщина          | 0 – 1     | Нідерланди        | Відбір до ЧС 1986  | -    |          |
| 16-10-1985 | Кардіфф         | Уельс             | 0 – 3     | Угорщина          | товариський матч   | 1    |          |
| 9-12-1985  | Ірапуато        | Угорщина          | 1 – 0     | Південна Корея    | товариський матч   | -    |          |
| 12-12-1985 | Монтеррей       | Угорщина          | 3 – 1     | Алжир             | товариський матч   | -    | 46'      |
| 14-12-1985 | Толука-де-Лердо | Мексика           | 2 – 0     | Угорщина          | товариський матч   | -    |          |
| 2-2-1986   | Доха            | Катар             | 0 – 3     | Угорщина          | товариський матч   | 1    |          |
| 16-3-1986  | Будапешт        | Угорщина          | 3 – 0     | Бразилія          | товариський матч   | 1    |          |
| 2-6-1986   | Ірапуато        | СРСР              | 6 – 0     | Угорщина          | ЧС 1986 - 1-й етап | -    |          |
| 6-6-1986   | Ірапуато        | Канада            | 0 – 2     | Угорщина          | ЧС 1986 - 1-й етап | 1    |          |
| 9-6-1986   | Леон            | Угорщина          | 0 – 3     | Франція           | ЧС 1986 - 1-й етап | -    |          |
| 15-10-1986 | Будапешт        | Угорщина          | 0 – 1     | Нідерланди        | Відбір до ЧЄ 1988  | -    |          |
| 12-11-1986 | Марусі          | Греція            | 2 – 1     | Угорщина          | Відбір до ЧЄ 1988  | -    |          |
| 29-4-1987  | Роттердам       | Нідерланди        | 2 – 0     | Угорщина          | Відбір до ЧЄ 1988  | -    |          |
| 17-5-1987  | Будапешт        | Угорщина          | 5 – 3     | Польща            | Відбір до ЧЄ 1988  | 2    |          |
| 23-9-1987  | Варшава         | Польща            | 3 – 2     | Угорщина          | Відбір до ЧЄ 1988  | -    |          |
| 14-10-1987 | Будапешт        | Угорщина          | 3 – 0     | Греція            | Відбір до ЧЄ 1988  | 1    |          |
| 18-11-1987 | Будапешт        | Угорщина          | 0 – 0     | ФРН               | товариський матч   | -    |          |
| 2-12-1987  | Будапешт        | Угорщина          | 1 – 0     | Кіпр              | Відбір до ЧЄ 1988  | -    | 80'      |
| 27-4-1988  | Будапешт        | Угорщина          | 0 – 0     | Англія            | товариський матч   | -    |          |
| 10-5-1988  | Будапешт        | Угорщина          | 2 – 2     | Данія             | товариський матч   | -    |          |
| 17-5-1988  | Будапешт        | Угорщина          | 0 – 4     | Австрія           | товариський матч   | -    |          |
| 19-10-1988 | Будапешт        | Угорщина          | 1 – 0     | Північна Ірландія | Відбір до ЧС 1990  | -    |          |
| 8-3-1989   | Будапешт        | Угорщина          | 0 – 0     | Ірландія          | Відбір до ЧС 1990  | -    | кап.     |
| 4-4-1989   | Будапешт        | Угорщина          | 3 – 0     | Швейцарія         | товариський матч   | 1    | кап. 81' |
| 12-4-1989  | Будапешт        | Угорщина          | 1 – 1     | Мальта            | Відбір до ЧС 1990  | -    | кап.     |
| 26-4-1989  | Таранто         | Італія            | 4 – 0     | Угорщина          | товариський матч   | -    | кап.     |
| 4-6-1989   | Дублін          | Ірландія          | 2 – 0     | Угорщина          | Відбір до ЧС 1990  | -    | кап.     |
| 6-9-1989   | Белфаст         | Північна Ірландія | 1 – 2     | Угорщина          | Відбір до ЧС 1990  | -    | кап.     |
| 11-10-1989 | Будапешт        | Угорщина          | 2 – 2     | Іспанія           | Відбір до ЧС 1990  | -    | кап.     |
| 25-10-1989 | Будапешт        | Угорщина          | 1 – 0     | Греція            | товариський матч   | -    | кап.     |
| 28-3-1990  | Будапешт        | Угорщина          | 1 – 3     | Франція           | товариський матч   | -    | кап. 79' |
| 17-4-1991  | Будапешт        | Угорщина          | 0 – 1     | СРСР              | Відбір до ЧЄ 1992  | -    | 63'      |
| 1-5-1991   | Салерно         | Італія            | 3 – 1     | Угорщина          | Відбір до ЧЄ 1992  | -    |          |
| 11-9-1991  | Дьєр            | Угорщина          | 1 – 2     | Ірландія          | товариський матч   | -    | кап.     |
| 25-9-1991  | Москва          | СРСР              | 2 – 2     | Угорщина          | Відбір до ЧЄ 1992  | -    | кап.     |
| 9-10-1991  | Секешфегервар   | Угорщина          | 0 – 2     | Бельгія           | товариський матч   | -    | кап.     |
| 30-10-1991 | Сомбатгей       | Угорщина          | 0 – 0     | Норвегія          | Відбір до ЧЄ 1992  | -    | кап.     |
| 25-3-1992  | Будапешт        | Угорщина          | 2 – 1     | Австрія           | товариський матч   | 1    | кап.     |
| 9-9-1992   | Люксембург      | Люксембург        | 0 – 3     | Угорщина          | товариський матч   | 1    | кап.     |
| 11-10-1992 | Доха            | Катар             | 1 – 4     | Угорщина          | товариський матч   | -    | кап. 87' |
| 7-3-1993   | Фукуока         | Японія            | 0 – 1     | Угорщина          | Kirin Cup 1993     | -    | кап.     |
| 10-3-1993  | Нагоя           | США               | 0 – 0     | Угорщина          | Kirin Cup 1993     | -    | кап.     |
| 31-3-1993  | Будапешт        | Угорщина          | 0 – 1     | Греція            | Відбір до ЧС 1994  | -    | кап.     |
| 15-4-1993  | Будапешт        | Угорщина          | 0 – 2     | Швеція            | товариський матч   | -    | кап.     |
| 28-4-1993  | Москва          | Росія             | 3 – 0     | Угорщина          | Відбір до ЧС 1994  | -    | кап.     |
| 8-9-1993   | Будапешт        | Угорщина          | 1 – 3     | Росія             | Відбір до ЧС 1994  | -    | кап.     |
| 27-10-1993 | Будапешт        | Угорщина          | 1 – 0     | Люксембург        | Відбір до ЧС 1994  | 1    | кап.     |
| 9-3-1994   | Будапешт        | Угорщина          | 1 – 2     | Швейцарія         | товариський матч   | -    | кап. 46' |
| 7-9-1994   | Будапешт        | Угорщина          | 2 – 2     | Туреччина         | Відбір до ЧЄ 1996  | -    | кап.     |
| 12-10-1994 | Будапешт        | Угорщина          | 0 – 0     | Німеччина         | товариський матч   | -    | кап. 57' |
| 16-11-1994 | Стокгольм       | Швеція            | 2 – 0     | Угорщина          | Відбір до ЧЄ 1996  | -    | кап.     |
| Усього     |                 | Матчів            | 59        |                   | Голів              | 13   |          |

## Титули і досягнення
| - Чемпіон Угорщини (3): «Гонвед»: 1983/84, 1984/85, 1985/86 - Володар Кубка Угорщини (1): «Гонвед»: 1984/85 - Володар Кубка ФРН (1): «Айнтрахт»: 1987/88 - Володар Кубка Греції (1): «Олімпіакос»: 1989/90 - Володар Суперкубка Угорщини (1): «Ференцварош»: 1993 | - Найкращий бомбардир чемпіонату Угорщини: 1984/85 (18 голів), 1985/86 (27 голів), 1986/87 (19 голів) - Футболіст року в Угорщині: 1985 - Найкращий іноземний гравець Бундесліги : 1988 - Найкращий гравець чемпіонату Греції: 1989 - Найкращий гравець чемпіонату Швейцарії: 1994 - Найкращий бомбардир другого дивізіону чемпіонату Австрії: 1996/97 (19 голів) - Найкращий гравець «Санкт-Пельтена»: 1996/97 |